# Germigny-des-Prés
Germigny-des-Prés es una comuna francesa del departamento de Loiret, situado a su vez en la región de Centro. 
Está situada al norte del río Loira, cerca de Châteauneuf-sur-Loire.

## Administración
Germigny-des-Prés, como todas las comunas del cantón de Ouzouer-sur-Loire, pertenecía al antiguo distrito de Gien, suprimido en 1926 durante el nuevo trazado de los distritos y nunca reconstituido.

## Demografía
| 410 | 368 | 371 | 398 | 457 | 589 |
| Para los censos de 1962 a 1999 la población legal corresponde a la población sin duplicidades (Fuente: INSEE [Consultar]) |     |     |     |     |     |

## Oratorio de Germigny-des-Prés

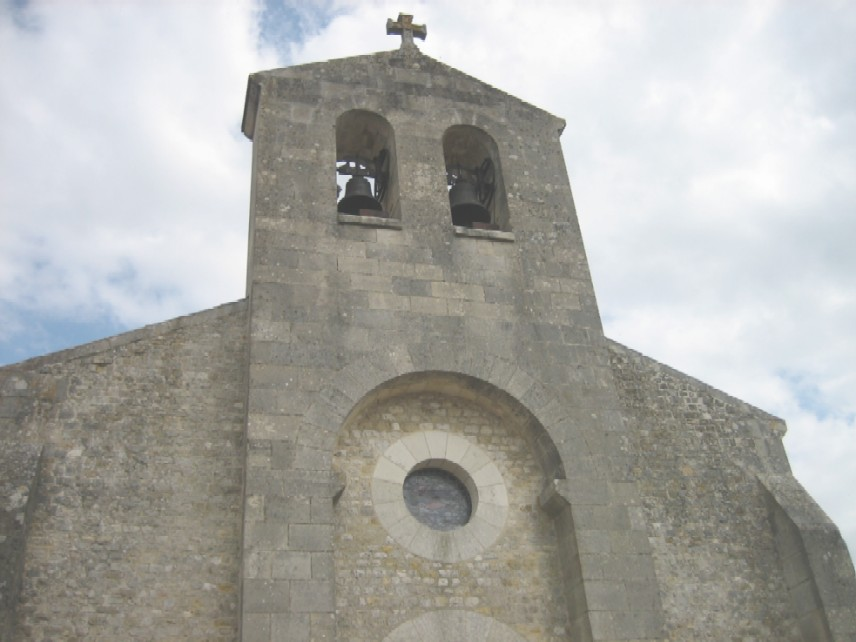
Fachada de la iglesia de Germigny-des-Prés

Germigny-des-Prés es particularmente conocida por historiadores y arqueólogos por poseer una de las iglesias más antiguas de Francia, raro ejemplo del estilo arquitectónico carolingio: el Oratorio de Germigny-des-Prés. 

### El mosaico bizantino

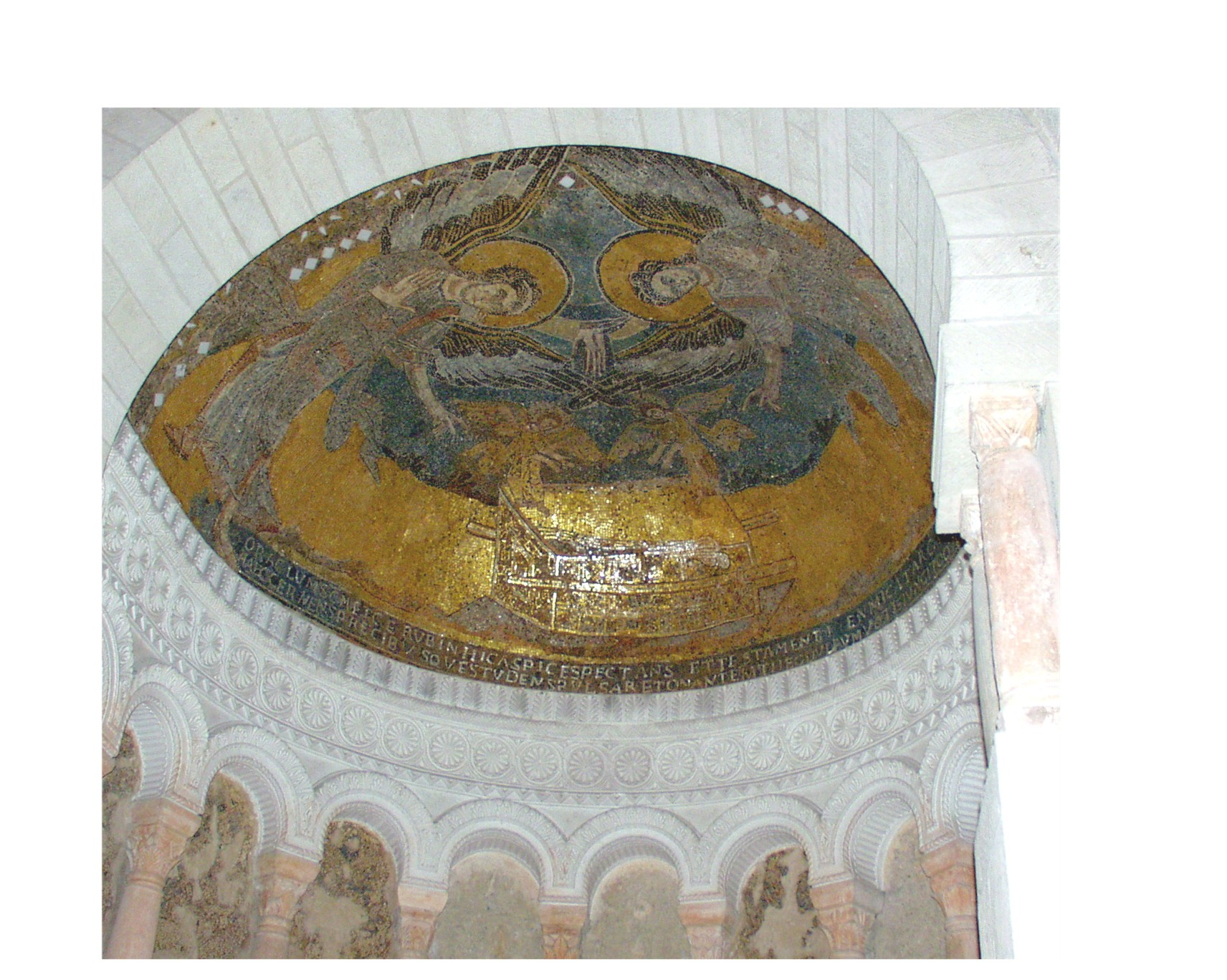
Mosaico del ábside